# Căzănești
Căzănești és una ciutat del comtat de Ialomița, Muntènia (Romania). Es troba a la riba esquerra del riu Ialomița, a 30 km a l'oest de Slobozia.